# Лалешти (Васлуј)
Лалешти (рум. Lălești) насеље је у Румунији у округу Васлуј у општини Пујешти. Oпштина се налази на надморској висини од 184 m.

## Становништво
Према подацима из 2002. године у насељу је живело 518 становника, од којих су сви румунске националности.